# Богданов, Илья Афанасьевич
Илья Афанасьевич Богданов (11 марта 1960, Бородино, Тарутинский район, Одесская область, СССР — 14 апреля 2013, Одесса, Украина) — украинский гандбольный тренер. Один из основателей команды мастеров южненского «Портовика».
Образование высшее. Окончил Киевский Государственный институт физической культуры (1986).
Тренерскую карьеру начал в 1985 году в СК «Портовик» (Южный). Прошёл с командой путь от детско-юношеского до взрослого гандбола. В 1988 году вместе с Олегом Сычом осуществил набор юношей 1978-79 года рождения, который стал основой команды мастеров, в 1995 году дебютировавшей в первой лиге.
В 1993 году привёл южненцев к победе в ряде юношеских соревнований — чемпионате Украины, чемпионате СНГ и «Кубке Балтики», а в июле 1994 года — на крупном международном турнире в итальянском Терамо (Международная федерация гандбола утвердила его как самый большой юношеский турнир в мире — 239 команд в пяти возрастных категориях, из которых тридцать в категории, где выступала команда из Южного).
В июле 1995 года привёл «Портовик» к победе в Юношеских спортивных играх Украины в Запорожье.
В 1997 году вывел команду в высшую лигу чемпионата Украины, где руководил ей на протяжении двух сезонов подряд (лучший результат — 5-е место в сезоне-1998/99).
После ухода из южненского клуба на протяжении двух сезонов тренировал клуб высшего дивизиона Кипра — «Продефтикос», юношеские команды клубной структуры которого при Богданове становились победителями национального первенства в своих возрастных категориях.
В 2003 году принял предложение возглавить команду «Дельфин-Политехник», увлёкшись идеей возрождения клубного мужского гандбола в Одессе. Нацелив коллектив на выход в Суперлигу, в 2007 году привёл его к поставленной цели, завоевав бронзовые медали высшей лиги «А». Однако из-за финансовых проблем клуб отказался от повышения в классе, и Богданов ушёл с поста главного тренера.
В последние годы руководил одной из горнолыжных баз отдыха в Карпатах и активно занимался продвижением революционного проекта по строительству подобной базы в родном Бородино, однако из-за смерти реализовать эту смелую идею не успел.
Умер 14 апреля 2013 года.

## Тренерская карьера
- «Портовик» Южный — 1994—1999
- «Портовик-2» Южный — 1999—2001
- «Продефтикос» Пафос, Кипр — 2001—2003
- «Дельфин-Политехник» Одесса — 2003—2007

## Достижения
- Победитель чемпионата Украины среди команд высшей лиги «Б» (1997)
- Серебряный призёр чемпионата Украины среди команд первой лиги (1996)
- Бронзовый призёр чемпионата Украины среди команд высшей лиги «А» (2007)
- Победитель чемпионата Украины среди команд первой лиги (2004)
- Победитель Молодёжных игр Украины (1998)
- Победитель Юношеских  спортивных игр Украины (1995)
- Главный тренер юниорской сборной Украины — участницы юниорского чемпионата Европы (1997, 10 место)